# Ханс Диболд фон Райнах
Ханс Диболд фон Райнах (на немски: Hans Diebold von Reinach; † 1612 – 1619) е благородник от род Райнах от Ааргау в северна Швейцария и Елзас.
Той е син на Ханс Хайнрих фон Райнах († 1600/1601) и съпругата му Елизабет Райх фон Райхенщайн († 1568), дъщеря на Ханс Тюринг Райх фон Райхенщайн († пр. 1561) и Маргарета Щьор фон Щьоренберг. Внук е на Мелхиор фон Райнах († 1549/1550) и Клара Анна фон Ст. Волф († пр. 1550). Правнук е на Бернхардин фон Райнах и Якобея фом Щайн. Сестра му Анастасия се омъжва за Франц Конрад фон Пфирт († 1612), господар в Либенщайн, Дюрлендорф и Каршпах.
Син му Ханс Беат фон Райнах-Мунцинген († 1635) е издигнат на фрайхер. Прадядо е на Йохан Конрад фон Райнах-Хирцбах (1657 – 1737), княжески епископ на Базел (1705 – 1737) и на княз Клеменс фон Метерних (1773 – 1859), канцлер на Австрия.

## Фамилия
Ханс Диболд фон Райнах се жени пр. 20 август 1605 г. за Мария Кристина Финтлер фон Плеч (* ок. 1575 – 1580; † сл. 1658), дъщеря на Кристоф Финтлер фон Плеч († 1614) и Анна фон Шеленберг († 1588). Те имат две деца:
- Мелхиор фон Райнах († 1654), женен за Урсула фон Райнах († 1598), дъщеря на Ханс Диболд фон Райнах-Щайнбрун († 1635) и Мария Клеофа Дегелин фон Ванген († 1634)
- Мария Еуфросина фон Райнах († 1 април 1663, Рейнфелден), омъжена на 6 ноември 1623 г. за Йохан Баптист фон Шьонау († 8 март 1633)

Ханс Диболд фон Райнах се жени втори път на 1 август 1588 г. за Мария Урсула Фай († 1600), дъщеря на Йохан Беат Фай и Урсула фон Андлау. Те имат два сина:
- Ханс Хайнрих фон Райнах (* 1589; † 1645), женен 1624 г. за Марта Бьоклин фон Бьоклинзау († 1646)
- Ханс Беат фон Райнах-Мунцинген († 1635), фрайхер, женен за Роза Мария Катарина фон Райнах († 1634), племеница на Ханс Диболд фон Райнах-Щайнбрун († 1635), дъщеря на Ханс Рудолф фон Райнах-Щайнбрун († 1632) и Якобея Дегелин фон Ванген († 1629)